# Coppa Sabatini 1998
La Coppa Sabatini 1998, quarantaseiesima edizione della corsa, si svolse il 24 settembre 1998 su un percorso di 201 km. La vittoria fu appannaggio del francese Emmanuel Magnien, che completò il percorso in 4h46'33", precedendo gli italiani Michele Bartoli e Davide Rebellin.

## Ordine d'arrivo (Top 10)
| Pos. | Corridore          | Squadra                            | Tempo    |
| ---- | ------------------ | ---------------------------------- | -------- |
| 1    | Emmanuel Magnien   | La Française des Jeux              | 4h46'33" |
| 2    | Michele Bartoli    | Asics-CGA                          | s.t.     |
| 3    | Davide Rebellin    | Polti                              | s.t.     |
| 4    | Massimo Donati     | Saeco Macchine da Caffè-Cannondale | s.t.     |
| 5    | Gianni Faresin     | Mapei-Bricobi                      | a 0'10"  |
| 6    | Rodolfo Ongarato   | Ballan                             | a 0'22"  |
| 7    | Cristian Gasperoni | Amore & Vita-Forzacore             | a 0'32"  |
| 8    | Paolo Bettini      | Asics-CGA                          | a 0'37"  |
| 9    | Wladimir Belli     | Festina-Lotus                      | a 0'47"  |
| 10   | Sandro Giacomelli  | Amore & Vita-Forzacore             | a 1'37"  |